# Bardolino Verona Calcio Femminile 2008-2009
Questa voce raccoglie le informazioni riguardanti l'Associazione Sportiva Dilettantistica Bardolino Verona Calcio Femminile nelle competizioni ufficiali della stagione 2008-2009.

## Organigramma societario
Area amministrativa
- Direttore sportivo: Massimo Albrigo
- Segretario Generale: Daniele Perina
- Addetto stampa: Flavio Pasetto
- Responsabile sett. giovanile: Luciano Semenzato
- Team Manager: Flavio De Togni

Area tecnica
- Allenatore: Renato Longega
- Allenatore portieri: Daniele Guiotto
- Preparatore atletico: Lorenzo Pettene
- Athletic Trainer: Marco Trettene

- Collaboratore tecnico: Luciano Semenzato
- Allenatore primavera: Roberto Marchesini
- Team Manager: Teresa Albarello

## Rosa
| N. |                        | Ruolo | Calciatrice          |
| -- | ---------------------- | ----- | -------------------- |
|    | Italia (bandiera)      | P     | Carla Brunozzi       |
|    | Stati Uniti (bandiera) | P     | Anna Maria Picarelli |
|    | Italia (bandiera)      | P     | Claudia Sometti      |
|    | Italia (bandiera)      | D     | Roberta D'Adda       |
|    | Italia (bandiera)      | D     | Viviana Schiavi      |
|    | Italia (bandiera)      | D     | Michela Ledri        |
|    | Italia (bandiera)      | D     | Giorgia Motta        |
|    | Italia (bandiera)      | D     | Maria Sorvillo       |
|    | Italia (bandiera)      | D     | Roberta Stefanelli   |
|    | Italia (bandiera)      | C     | Valentina Boni       |
|    | Italia (bandiera)      | C     | Laura Barbierato     |

| N. |                   | Ruolo | Calciatrice        |
| -- | ----------------- | ----- | ------------------ |
|    | Italia (bandiera) | C     | Michela Lonardi    |
|    | Italia (bandiera) | C     | Venusia Paliotti   |
|    | Italia (bandiera) | C     | Alice Parisi       |
|    | Italia (bandiera) | C     | Silvia Toselli     |
|    | Italia (bandiera) | C     | Alessia Tuttino    |
|    | Italia (bandiera) | C     | Francesca Valetto  |
|    | Italia (bandiera) | A     | Melania Gabbiadini |
|    | Italia (bandiera) | A     | Cristiana Girelli  |
|    | Italia (bandiera) | A     | Patrizia Panico    |
|    | Italia (bandiera) | A     | Jessica Troiano    |

## Calciomercato

### Sessione estiva
| Acquisti | Acquisti          | Acquisti         | Acquisti   |
| R.       | Nome              | da               | Modalità   |
| -------- | ----------------- | ---------------- | ---------- |
| P        | Claudia Sometti   | Trento Clarentia | definitivo |
| D        | Roberta D'Adda    | Fiammamonza      | definitivo |
| D        | Viviana Schiavi   | Fiammamonza      | definitivo |
| C        | Venusia Paliotti  | Fiammamonza      | definitivo |
| C        | Alice Parisi      | Trento           | definitivo |
| C        | Francesca Valetto | Sezze            | definitivo |

| Cessioni | Cessioni            | Cessioni          | Cessioni   |
| R.       | Nome                | a                 | Modalità   |
| -------- | ------------------- | ----------------- | ---------- |
| P        | Melania Mazzurana   |                   | definitivo |
| D        | Valeria Magrini     | Reggiana          | definitivo |
| D        | Raffaella Manieri   | Torres            | definitivo |
| C        | Martina Mencaccini  | E.D.P. Jesina     | definitivo |
| C        | Evelyn Vicchiarello | Reggiana          | definitivo |
| A        | Rachele Perobello   | Frutta Più Verona | definitivo |

### Sessione invernale
| Acquisti | Acquisti        | Acquisti         | Acquisti   |
| R.       | Nome            | da               | Modalità   |
| -------- | --------------- | ---------------- | ---------- |
| A        | Jessica Troiano | Valbruna Vicenza | definitivo |

|  |

## Risultati

### Serie A

#### Girone di andata
| Arbitro: | Bruno Di Leonardo (Riva Arco) |

|                              |           |            |
| Paliotti 15’, 61’ Parisi 88’ | Marcatori | 2’ Bonetti |

| Arbitro: | Riccardo Neri (Terni) |

|  |           |                        |
|  | Marcatori | 40’ Panico 89’ Toselli |

| Arbitro: | Matteo Mauri (Trento) |

|                                                     |           |             |
| Panico 13’, 92’ Paliotti 22’ Schiavi 88’ Parisi 91’ | Marcatori | 77’ Adegoke |

| Arbitro: | Nicola Storace (Novi Ligure) |

|  |           |                                                      |
|  | Marcatori | 12’, 17’ Gabbiadini 44’ Panico 46’ Paliotti 88’ Boni |

| Arbitro: | Michele Lombardi (Brescia) |

|                                                                  |           |                |
| Gabbiadini 31’ Paliotti 32’, 85’ Boni 34’ Tuttino 76’ Parisi 88’ | Marcatori | 87’ Milenkovič |

| Arbitro: | Gianni Cinelli (Pistoia) |

|                             |           |                            |
| Vicchiarello 70’ Brutti 87’ | Marcatori | 18’ (rig.) Boni 56’ Parisi |

| Arbitro: | Giovanni Sorrentino (Mantova) |

|                                                                     |           |  |
| Gabbiadini 13’ Paliotti 17’, 63’, 69’ Maglio 74’ (aut.) Valetto 77’ | Marcatori |  |

| Arbitro: | Franco Zitti (Asti) |

|  |           |            |
|  | Marcatori | 44’ Panico |

| Arbitro: | Matteo Mauri (Trento) |

|                                                                        |           |               |
| Paliotti 2’ Gabbiadini 3’, 81’ Panico 10’, 12’, 32’, 89’ Boni 69’, 77’ | Marcatori | 86’ Bonometti |

| Arbitro: | Gavino Mannu (Sassari) |

|                      |           |                     |
| Fuselli 12’ Tona 66’ | Marcatori | 13’, 52’ Gabbiadini |

| Arbitro: | Bruno Di Leonardo (Riva Arco) |

|                                       |           |  |
| Paliotti 9’ Girelli 14’ Boni 18’, 43’ | Marcatori |  |

#### Girone di ritorno
| Arbitro: | Marco Scirè (Chivasso) |

|                  |           |                                                   |
| Bonetti 74’, 91’ | Marcatori | 3’ Panico 15’ Gabbiadini 81’ Paliotti 86’ Troiano |

| Arbitro: | Michele Volpato (Merano) |

|            |           |  |
| Panico 63’ | Marcatori |  |

| Arbitro: | Gianluca Calò (Torino) |

|             |           |                                                                           |
| Adegoke 39’ | Marcatori | 26’, 73’, 75’, 83’ Panico 46’ Girelli 55’, 71’ (rig.) Boni 90’ Gabbiadini |

| Arbitro: | Veronica Martinelli (Lovere) |

|                                     |           |  |
| Boni 27’ Schiavi 38’ Gabbiadini 69’ | Marcatori |  |

| Arbitro: | Matteo Scattolin (Padova) |

|                |           |                                      |
| Milenkovič 45’ | Marcatori | 10’ Parisi 37’ Panico 82’ Gabbiadini |

| Arbitro: | Carmine Tullio Graziano (Mantova) |

|                                                |           |  |
| Panico 10’, 89’ Tuttino 64’ Motta 72’ Boni 78’ | Marcatori |  |

| Arbitro: | Matteo Ravanello (Castelfranco Veneto) |

|              |           |                          |
| Bortolus 93’ | Marcatori | 27’ Paliotti 62’ Tuttino |

| Arbitro: | Stefano Setti (Reggio nell'Emilia) |

|                                                   |           |  |
| Panico 23’, 51’, 53’ Girelli 59’, 68’ Tuttino 87’ | Marcatori |  |

| Arbitro: | Marco Rondina (Vercelli) |

|  |           |                                            |
|  | Marcatori | 11’, 47’ Gabbiadini 66’ Panico 89’ Girelli |

| Arbitro: | Nicola Zuliani (Biella) |

|                |           |  |
| Gabbiadini 81’ | Marcatori |  |

| Arbitro: | Luca Forte (Mestre) |

|  |           |                                                                            |
|  | Marcatori | 14’ Troiano 25’ Girelli 29’ Toselli 33’ Paliotti 53’ Panico 63’ Gabbiadini |

### Coppa Italia

#### Prima fase
Girone G
| 14 settembre 2008, ore 15:00 CEST 2º turno | Brescia | 0 – 5 | Bardolino Verona |  |

| Verona 20 settembre 2008 3º turno | Bardolino Verona | 12 – 0 | Trento | Stadio Aldo Olivieri |

| 28 settembre 2008 4º turno | Mozzanica | 1 – 7 | Bardolino Verona |  |

| Verona 10 gennaio 2009 5º turno | Bardolino Verona | 5 – 0 | Atalanta | Stadio Aldo Olivieri |

#### Quarti di finale
| Verona 23 maggio 2009 Andata | Bardolino Verona | 8 – 1 | Torino | Stadio Aldo Olivieri |

| Venaria Reale 6 giugno 2009 Ritorno | Torino | 0 – 3 | Bardolino Verona | Stadio Don Giacomo Mosso |

#### Semifinali
| Arbitro: | Dario Cocciolo (Roma 2) |

|                                       |           |  |
| Girelli 6’ D'Adda 33’ Panico 56’, 84’ | Marcatori |  |

#### Finale
| Arbitro: | Luca Lertua (Tivoli) |

|                          |           |  |
| Motta 28’ Gabbiadini 84’ | Marcatori |  |

### Supercoppa
| Arbitro: | Matteo Mauri (Trento) |

|                |           |  |
| Gabbiadini 42’ | Marcatori |  |

### UEFA Women's Cup

#### Seconda fase a gironi
| Umeå 9 ottobre 2008, ore 16:00 1º turno                                | Bardolino Verona | 2 – 1 referto    | Alma-KTZh | T3 Arena |
| \| \| \| \| \| Boni 12’ Panico 75’ \| Marcatori \| 44’ Stolpovskaya \| |                  |                  |           |          |
|                                                                        |                  |                  |           |          |
| Boni 12’ Panico 75’                                                    | Marcatori        | 44’ Stolpovskaya |           |          |

| Umeå 11 ottobre 2008, ore 16:00 2º turno                                                   | Valur     | 2 – 3 referto                      | Bardolino Verona | T3 Arena |
| \| \| \| \| \| Viðarsdóttir 45’, 81’ \| Marcatori \| 4’ Parisi 38’ Paliotti 74’ Girelli \| |           |                                    |                  |          |
|                                                                                            |           |                                    |                  |          |
| Viðarsdóttir 45’, 81’                                                                      | Marcatori | 4’ Parisi 38’ Paliotti 74’ Girelli |                  |          |

| Umeå 14 ottobre 2008 3º turno                                              | Bardolino Verona | 0 – 4 referto                            | Umeå IK | T3 Arena |
| \| \| \| \| \| \| Marcatori \| 55’ Bachmann 62’, 90’ Marta 65’ Rönnlund \| |                  |                                          |         |          |
|                                                                            |                  |                                          |         |          |
|                                                                            | Marcatori        | 55’ Bachmann 62’, 90’ Marta 65’ Rönnlund |         |          |

#### Quarti di finale
| Arbitro: | Eva Oedlund |

|  |           |                                                   |
|  | Marcatori | 12’, 15’ Schelin 33’ Abily 68’ Petit 89’ Brétigny |

| Arbitro: | Nicole Petignat |

|                                              |           |         |
| Katia 38’ Petit 55’ Nécib 68’ Brétigny 90+3’ | Marcatori | 3’ Boni |

## Statistiche

### Statistiche di squadra
| Competizione        | Punti | In casa | In casa | In casa | In casa | In casa | In casa | In trasferta | In trasferta | In trasferta | In trasferta | In trasferta | In trasferta | Totale | Totale | Totale | Totale | Totale | Totale | DR   |
| Competizione        | Punti | G       | V       | N       | P       | Gf      | Gs      | G            | V            | N            | P            | Gf           | Gs           | G      | V      | N      | P      | Gf     | Gs     | DR   |
| ------------------- | ----- | ------- | ------- | ------- | ------- | ------- | ------- | ------------ | ------------ | ------------ | ------------ | ------------ | ------------ | ------ | ------ | ------ | ------ | ------ | ------ | ---- |
| Serie A             | 62    | 11      |         |         |         |         |         | 11           |              |              |              |              |              | 22     | 20     | 2      | 0      | 88     | 13     | +75  |
| Coppa Italia        | -     | -       | -       | -       | -       | -       | -       | -            | -            | -            | -            | -            | -            | 8      | 8      | 0      | 0      | 46     | 2      | +44  |
| Supercoppa italiana | -     | -       | -       | -       | -       | -       | -       | -            | -            | -            | -            | -            | -            | 1      | 1      | 0      | 0      | 1      | 0      | +1   |
| Women's Cup         | -     | -       | -       | -       | -       | -       | -       | -            | -            | -            | -            | -            | -            | 5      | 2      | 0      | 3      | 6      | 16     | -10  |
| Totale              | -     | -       | -       | -       | -       | -       | -       | -            | -            | -            | -            | -            | -            | 36     | 31     | 2      | 3      | 141    | 31     | +110 |

### Statistiche delle giocatrici
| Giocatore       | Serie A  | Serie A | Serie A     | Serie A    | Coppa Italia | Coppa Italia | Coppa Italia | Coppa Italia | Supercoppa italiana | Supercoppa italiana | Supercoppa italiana | Supercoppa italiana | Champions League | Champions League | Champions League | Champions League | Totale   | Totale | Totale      | Totale     |
| Giocatore       | Presenze | Reti    | Ammonizioni | Espulsioni | Presenze     | Reti         | Ammonizioni  | Espulsioni   | Presenze            | Reti                | Ammonizioni         | Espulsioni          | Presenze         | Reti             | Ammonizioni      | Espulsioni       | Presenze | Reti   | Ammonizioni | Espulsioni |
| --------------- | -------- | ------- | ----------- | ---------- | ------------ | ------------ | ------------ | ------------ | ------------------- | ------------------- | ------------------- | ------------------- | ---------------- | ---------------- | ---------------- | ---------------- | -------- | ------ | ----------- | ---------- |
| L. Barbierato   | 0        | 0       | 0           | 0          | ?            | ?            | ?            | ?            | -                   | -                   | -                   | -                   | ?                | ?                | ?                | ?                | 0+       | 0+     | 0+          | 0+         |
| V. Boni         | 22       | 11      | 0           | 0          | ?            | ?            | ?            | ?            | 1                   | 0                   | 0                   | 0                   | ?                | 2                | ?                | ?                | 23+      | 13+    | 0+          | 0+         |
| C. Brunozzi     | 17       | -7      | 0           | 0          | ?            | ?            | ?            | ?            | 1                   | 0                   | 0                   | 0                   | ?                | ?                | ?                | ?                | 18+      | -7+    | 0+          | 0+         |
| R. D'Adda       | 19       | 0       | 0           | 0          | ?            | ?            | ?            | ?            | 1                   | 0                   | 0                   | 0                   | ?                | ?                | ?                | ?                | 20+      | 0+     | 0+          | 0+         |
| M. Gabbiadini   | 19       | 16      | 0           | 0          | ?            | ?            | ?            | ?            | 1                   | 1                   | 0                   | 0                   | ?                | ?                | ?                | ?                | 20+      | 17+    | 0+          | 0+         |
| C. Girelli      | 19       | 6       | 0           | 0          | ?            | ?            | ?            | ?            | 1                   | 0                   | 1                   | 0                   | ?                | 1                | ?                | ?                | 20+      | 7+     | 1+          | 0+         |
| M. Ledri        | 13       | 0       | 0           | 0          | ?            | ?            | ?            | ?            | 0                   | 0                   | 0                   | 0                   | ?                | ?                | ?                | ?                | 13+      | 0+     | 0+          | 0+         |
| M. Lonardi      | 0        | 0       | 0           | 0          | ?            | ?            | ?            | ?            | 0                   | 0                   | 0                   | 0                   | ?                | ?                | ?                | ?                | 0+       | 0+     | 0+          | 0+         |
| G. Motta        | 22       | 1       | 0           | 0          | ?            | ?            | ?            | ?            | 1                   | 0                   | 0                   | 0                   | ?                | ?                | ?                | ?                | 23+      | 1+     | 0+          | 0+         |
| V. Paliotti     | 21       | 14      | 0           | 0          | ?            | ?            | ?            | ?            | 1                   | 0                   | 0                   | 0                   | ?                | 1                | ?                | ?                | 22+      | 15+    | 0+          | 0+         |
| P. Panico       | 21       | 23      | 0           | 0          | ?            | ?            | ?            | ?            | 1                   | 0                   | 0                   | 0                   | ?                | 1                | ?                | ?                | 22+      | 24+    | 0+          | 0+         |
| A. Parisi       | 20       | 5       | 0           | 0          | ?            | ?            | ?            | ?            | 1                   | 0                   | 0                   | 0                   | ?                | 1                | ?                | ?                | 21+      | 6+     | 0+          | 0+         |
| A. M. Picarelli | 9        | -6      | 0           | 0          | ?            | ?            | ?            | ?            | 0                   | 0                   | 0                   | 0                   | ?                | ?                | ?                | ?                | 9+       | -6+    | 0+          | 0+         |
| V. Schiavi      | 21       | 2       | 0           | 0          | ?            | ?            | ?            | ?            | 1                   | 0                   | 0                   | 0                   | ?                | ?                | ?                | ?                | 22+      | 2+     | 0+          | 0+         |
| C. Sometti      | 0        | 0       | 0           | 0          | ?            | ?            | ?            | ?            | 0                   | 0                   | 0                   | 0                   | ?                | ?                | ?                | ?                | 0+       | 0+     | 0+          | 0+         |
| M. Sorvillo     | 21       | 0       | 0           | 0          | ?            | ?            | ?            | ?            | 1                   | 0                   | 0                   | 0                   | ?                | ?                | ?                | ?                | 22+      | 0+     | 0+          | 0+         |
| R. Stefanelli   | 13       | 0       | 0           | 0          | ?            | ?            | ?            | ?            | 1                   | 0                   | 0                   | 0                   | ?                | ?                | ?                | ?                | 14+      | 0+     | 0+          | 0+         |
| S. Toselli      | 9        | 2       | 0           | 0          | ?            | ?            | ?            | ?            | 1                   | 0                   | 0                   | 0                   | ?                | ?                | ?                | ?                | 10+      | 2+     | 0+          | 0+         |
| J. Troiano      | 5        | 2       | 0           | 0          | ?            | ?            | ?            | ?            | -                   | -                   | -                   | -                   | ?                | ?                | ?                | ?                | 5+       | 2+     | 0+          | 0+         |
| A. Tuttino      | 21       | 4       | 0           | 0          | ?            | ?            | ?            | ?            | 1                   | 0                   | 0                   | 0                   | ?                | ?                | ?                | ?                | 22+      | 4+     | 0+          | 0+         |
| F. Valetto      | 9        | 1       | 0           | 0          | ?            | ?            | ?            | ?            | -                   | -                   | -                   | -                   | ?                | ?                | ?                | ?                | 9+       | 1+     | 0+          | 0+         |